# Canadian Pacific Building
El Canadian Pacific Building es un rascacielos de 15 pisos en 69 Yonge Street en el centro de la ciudad de Toronto, la capital de la provincia de Ontario (Canadá). Fue diseñado por el estudio de arquitectura Darling and Pearson. Cuando se completó en 1913 como sede corporativa del Canadian Pacific Railway, fue el edificio más alto de Canadá y del Imperio Británico.

## Historia

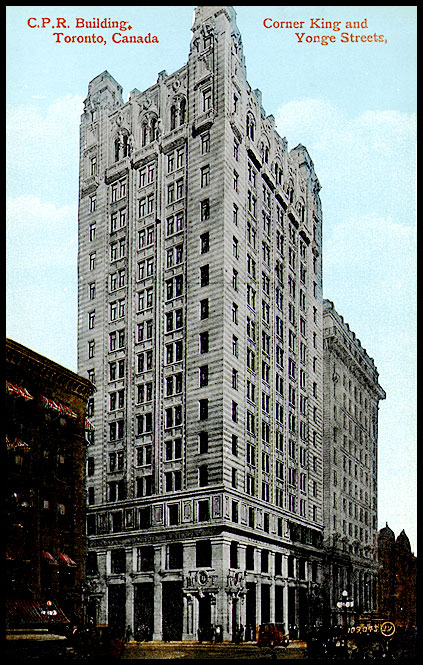
Tarjeta postal de época que muestra el edificio al finalizar.

El Canadian Pacific Building se erigió en un momento en que "el Canadian Pacific Railway estaba disfrutando de su mayor período de prosperidad". El ferrocarril quería reunir varias oficinas corporativas en la ciudad en un solo lugar. La ubicación tenía una taquilla para la comodidad de los clientes, para evitar que tuvieran que dirigirse a Union Station para comprar boletos; en 1990 se había quitado la taquilla de mármol original para dar paso a una farmacia. La construcción comenzó en 1911 y se completó en 1913.
La planta baja contenía un vestíbulo de mármol de dos pisos y una taquilla. Encima de la taquilla había otras funciones de la empresa, incluido el lucrativo negocio del telégrafo. El ferrocarril tenía suficiente espacio disponible en el edificio para ser alquilado a otros inquilinos comerciales. Construido en un estilo eduardiano, fue un "cambio dramático del estilo de arquitectura Chateau de CPR".
El edificio fue uno de los cuatro erigidos en la esquina de las calles King y Yonge en Toronto alrededor del mismo período, todos los cuales aún existen (en 2001). Desde entonces han sido eclipsados por edificios mucho más altos en el área. La estructura presentaba "terracota de esmalte crema en cuatro alturas, fabricada por [la] Northwestern Terra Cotta Co. [de] Chicago".
En 1929, su exterior de terracota adornado original demostró ser incapaz de soportar los inviernos canadienses. Durante un año y medio, bajo la supervisión de sus arquitectos originales Darling y Pearson, se volvió a colocar con piedra caliza de Indiana desde el cuarto piso hacia arriba, con el granito original en los primeros tres pisos sin tocar. El nombre Canadian Pacific Railway ya no adorna el edificio, pero aún quedan rastros del nombre en las paredes.
El edificio permaneció en manos de los ferrocarriles hasta que fue vendido en 1988 a H&R Development, quien lo renovó. A partir de 2017, la propiedad pertenece en su totalidad a H&R Real Estate Investment (un fideicomiso de inversión inmobiliaria); la propiedad tiene una tasa de ocupación del 100%, ofreciendo más de 7.989 m² de espacio para oficinas en total.

### Arquitectura
El edificio de 15 pisos fue "diseñado en el estilo neorrenacentista de acuerdo con los principios de Beaux Arts". Tiene una estructura de acero ignífugo, diseñado con un zócalo, un eje y un ático. En el zócalo se encuentran pilares dóricos y cornisa, cuatro puertas de entrada con marcos moldeados y travesaños de gran tamaño. Hay ventanas en el triforio. El eje alto del edificio muestra una fenestración equilibrada, pilastras y pináculos. Más arriba, el ático presenta una arcada de ventanas emparejadas con balaustradas, rematado con un techo de parapeto decorado en las cuatro torres de las esquinas con cúpulas.

### Protección
El edificio está protegido debajo Parte IV de la Ley de Patrimonio de Ontario, designado por la Ciudad de Toronto desde 1990.